# Echipajul
Echipajul este un film românesc din 2016 regizat de Doru Segall.